# بطولة العالم للعدو الريفي 1983
الدورة 11 من بطولة العالم للعدو الريفي التي ينظمها الاتحاد الدولي لألعاب القوى، والتي أقيمت في مدينة غتيشياد بالمملكة المتحدة سنة 1983.

## النتايج

### سباقات العدو الطويل رجال

#### فردي
| الميدالية | العداء                | التوقيت     |
| ذهب       | بيكيلي ديبيلي إثيوبيا | 36:52 دقيقة |
| فضة       | كارلوس لوبيز البرتغال | 36:52 دقيقة |
| برونز     | سوم موغ كينيا         | 36:52 دقيقة |

#### فرق
| الميدالية | العداء           | النقاط   |
| ذهب       | إثيوبيا          | 104 نقطة |
| فضة       | الولايات المتحدة | 170 نقطة |
| نحاس      | كينيا            | 191 نقطة |

### سباقات العدو للشباب فتيان

#### فردي
| الميدالية | العداء                         | التوقيت     |
| ذهب       | فييسا أبيبي إثيوبيا            | 24:58 دقيقة |
| فضة       | اغاسو تيليغا إثيوبيا           | 24:59 دقيقة |
| برونز     | جوناتان ريشارد المملكة المتحدة | 25:07 دقيقة |

#### فرق
| الميدالية | العداء          | النقاط  |
| ذهب       | إثيوبيا         | 13 نقطة |
| فضة       | إسبانيا         | 41 نقطة |
| نحاس      | المملكة المتحدة | 58 نقطة |

### سباقات العدو الطويل نساء

#### فردي
| الميدالية | العداء                               | التوقيت     |
| ذهب       | غريت ويتز النرويج                    | 13:29 دقيقة |
| فضة       | اليسون ويلي كندا                     | 13:37 دقيقة |
| برونز     | تاتيانا بوزدنياكوفا الاتحاد السوفيتي | 13:37 دقيقة |

#### فرق
| الميدالية | العداء           | النقاط  |
| ذهب       | الولايات المتحدة | 31 نقطة |
| فضة       | الاتحاد السوفيتي | 41 نقطة |
| نحاس      | كندا             | 53 نقطة |

## وصلات خارجية
- الاتحاد الدولي لألعاب القوى